# Педернейрас
Педернейрас (порт. Pederneiras)  —  муниципалитет в Бразилии, входит в штат Сан-Паулу. Составная часть мезорегиона Бауру. Входит в экономико-статистический  микрорегион Жау. Население составляет 41.497 человек на IBGE 2010 год. Занимает площадь 729,179 км². Плотность населения — 56,92 чел./км².
Праздник города — 22 мая.

## История
Город основан 22 мая 1891 года.

## Статистика
- Валовой внутренний продукт на 2003 составляет 438.131.878,00 реалов (данные: Бразильский институт географии и статистики).
- Валовой внутренний продукт на душу населения на 2003 составляет 11.394,26 реалов (данные: Бразильский институт географии и статистики).
- Индекс развития человеческого потенциала на 2000 составляет 0,780 (данные: Программа развития ООН).

## География
Климат местности: тропический.